# Península de Jutlandia
Jutlandia (en danés: Jylland; en alemán: Jütland, pronunciación: /ˈjyːtlant/ⓘ) es una península de la Europa noroccidental que comprende la parte continental y más extensa de Dinamarca y la parte más septentrional de Alemania. Al oeste limita con el mar del Norte, al norte con el Skagerrak, al noreste con el Kattegat y al este con el mar Báltico. La parte septentrional de Jutlandia, y mitad norte de la región danesa de Jutlandia del Norte (Nordjylland), se separó del continente en la inundación de 1825, conformando la actual isla de Vendsyssel-Thy, separada por el poco profundo estrecho de Limfjord.
La geografía de Jutlandia es llana, similar a la del resto de Dinamarca, con colinas relativamente empinadas en el este y una cresta apenas perceptible que atraviesa el centro. Jutlandia occidental se caracteriza por tierras abiertas,  brezales, llanuras y turberas. mientras que Jutlandia Oriental es más fértil, con lagos y frondosos bosques. El suroeste de Jutlandia se caracteriza por el mar de Wadden, una gran región costera internacional única que se extiende por Dinamarca, Alemania y los Países Bajos.

## Toponimia
En castellano se la denomina «península de Jutlandia» (en danés: Jylland; en alemán: Jütland). También es conocida como la península Címbrica o Cimbria (en latín: Cimbricus Chersonesus; en danés: Den Kimbriske Halvø; en alemán: Kimbrische Halbinsel). Estos topónimos derivan de los pueblos jutos y cimbros, respectivamente.

## Historia

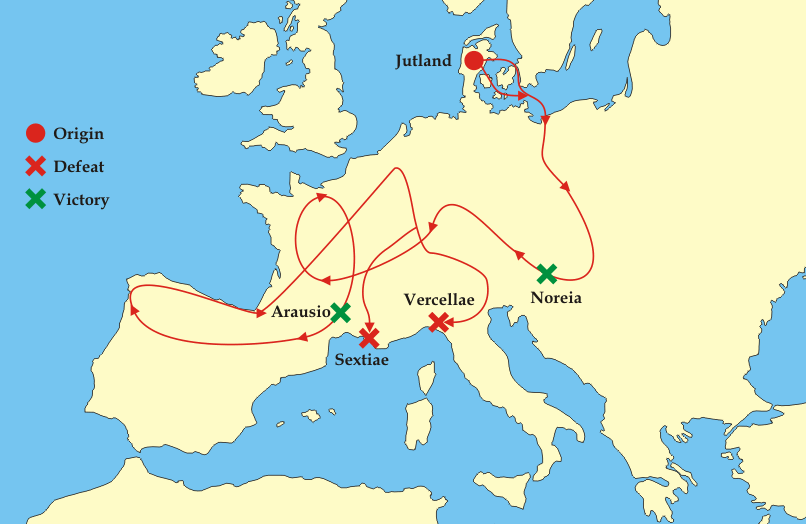
Estratagema militar en la maniobra contra los romanos de cimbrios y teutones hacia el año 100 a. C.

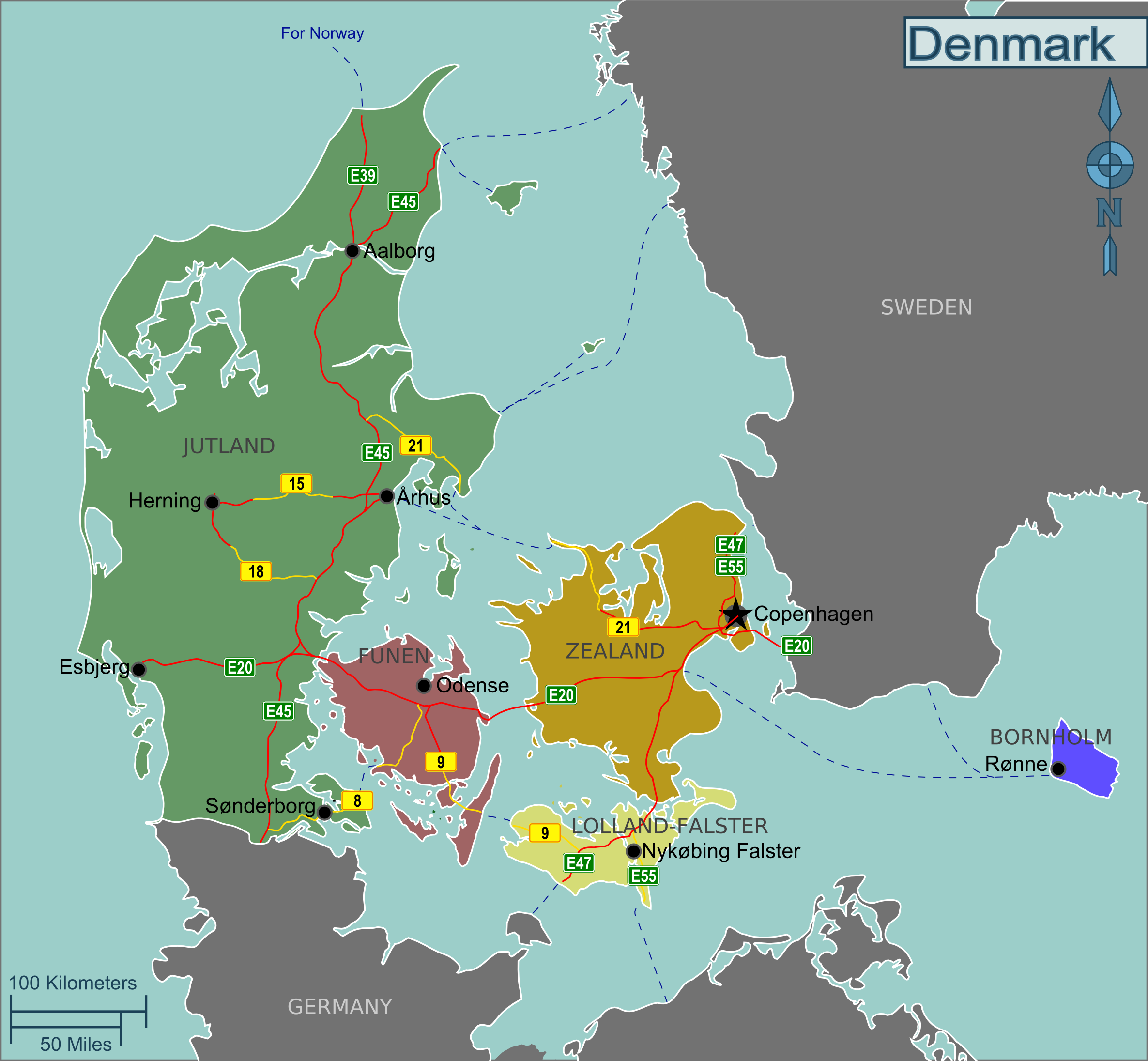
Regiones de Dinamarca; Jutlandia aparece resaltada en verde.

El nombre proviene de los jutos, un pueblo germánico que se instaló allí en el siglo V.
Históricamente, Jutlandia ha sido una de las tres  tierras de Dinamarca, siendo las otras dos Escania y Selandia. Anteriormente, según  Ptolomeo, Jutlandia o el Quersoneso Címbrico era el hogar de teutones, cimbrios y harudes.
Muchos anglos, sajones y jutos emigraron de Europa continental a Gran Bretaña a partir de 450 d. C. aproximadamente. Los anglos dieron su nombre a los nuevos reinos emergentes llamados Inglaterra (es decir, "Angle-land"). El Reino de Kent en el sureste de Inglaterra se asocia con orígenes jutos y la migración, también atribuido por Bede en la Historia Eclesiástica. Esto también está respaldado por el registro arqueológico, con extensos hallazgos jutos en Kent de los siglos V y VI.
Sajones y frisones emigraron a la región a principios de la era cristiana. Para protegerse de la invasión de los emperadores cristianos francos, a partir del siglo V, los paganos daneses iniciaron la Danevirke, una muralla defensiva que se extendía desde la actual Schleswig y hacia el interior hasta la mitad de la península de Jutlandia.
Los sajones paganos habitaron la parte más meridional de la península, junto al mar Báltico, hasta las guerras sajonas de 772-804 en la Edad de Hierro Nórdica, cuando Carlomagno los sometió violentamente y los obligó a cristianizarse. Antigua Sajonia fue absorbida políticamente por el Imperio carolingio y abodritas, un grupo de eslavos wendos que juraron lealtad a Carlomagno y que en su mayor parte se habían convertido al cristianismo, fueron trasladados a la zona para poblarla. La Vieja Sajonia fue denominada posteriormente Holstein.
En la época medieval, Jutlandia estaba regulada por el Código de Derecho de Jutlandia (Jyske Lov). Este código cívico abarcaba la parte danesa de la península de Jutlandia, es decir, al norte del río Eider (río), Funen así como Fehmarn. Parte de esta zona se encuentra actualmente en Alemania.
Durante la industrialización del siglo XIX, Jutlandia experimentó una gran y acelerada urbanización y mucha gente del campo optó por emigrar. Una de las razones fue el elevado y acelerado crecimiento demográfico; en el transcurso del siglo, la población danesa se multiplicó por dos y medio hasta alcanzar los 2,5 millones de habitantes en 1901, a los que se sumó un millón de personas en la última parte del siglo XIX. Este crecimiento no se debió a un aumento de la tasa de fertilidad, sino a la mejora de la nutrición, el saneamiento, la higiene y los servicios sanitarios. Sobrevivieron más niños y la gente vivió más tiempo y con mejor salud. En combinación con la caída de los precios de los cereales en los mercados internacionales a causa de la  Gran Depresión, y las mejores oportunidades en las ciudades debido a una creciente industrialización, mucha gente del campo se trasladó a ciudades más grandes o emigró. En la última mitad del siglo, unos 300 000 daneses, principalmente trabajadores no cualificados de zonas rurales, emigraron a EE. UU. o Canadá. Esto supuso más del 10 % de la población total de entonces, pero algunas zonas tuvieron una tasa de emigración aún mayor. En 1850, las ciudades más grandes de Jutlandia, Aalborg, Aarhus y Randers, no tenían más de unos 8000 habitantes cada una; en 1901, Aarhus había crecido hasta los 51 800 ciudadanos.
Para agilizar el tránsito entre el Báltico y el mar del Norte, se construyeron canales a través de la península de Jutlandia, entre ellos el canal de Eider a finales del siglo XVIII, y el canal de Kiel, terminado en 1895 y aún en uso.
En 1825, una fuerte tormenta en la costa occidental de Jutlandia rompió el istmo de Agger Tange en la zona del Limfjord, separando la parte norte de Jutlandia del continente y creando la isla de Jutlandia del Norte. La brecha abierta por la tormenta de Agger Tange creó el canal de Agger, y otra tormenta en 1862 creó el Thyborøn cercano. Estos canales permitían a los barcos atajar por el mar de Skagerrak. El canal de Agger volvió a cerrarse con el paso de los años, debido a la sedimentación natural, pero el canal de Thyborøn se ensanchó y se fortificó y aseguró en 1875.

### Primera Guerra Mundial y batalla de Jutlandia
Dinamarca fue neutral durante toda la Primera Guerra Mundial. Sin embargo, los daneses que vivían en Slesvig del Norte, al formar parte del Imperio alemán desde 1864 hasta 1920, fueron reclutados para el ejército imperial alemán. Se calcula que 5000 daneses de Jutlandia del Sur cayeron en el servicio militar alemán durante la guerra.
La batalla de Jutlandia de 1916 se libró en el mar del Norte, al oeste de Jutlandia, como una de las mayores batallas navales de la historia. En esta batalla campal, la Royal Navy se enfrentó a la Armada Imperial Alemana, provocando grandes bajas y pérdidas de buques en ambos bandos. La flota británica sufrió mayores pérdidas, pero mantuvo el control del mar del Norte, por lo que, en términos estratégicos, la mayoría de los historiadores consideran Jutlandia como una victoria británica o indecisa. La batalla se conmemora y explica en el Museo de la Guerra del Mar de Jutlandia en Thyborøn.
La parte meridional forma parte de Schleswig-Holstein, región que ha ido cambiando de posesión danesa a alemana a través de la historia. El último cambio de soberanía tuvo lugar tras la Primera Guerra Mundial, cuando Dinamarca recuperó parte de Schleswig (en danés Slesvig) por la vía de un plebiscito.

### Segunda Guerra Mundial

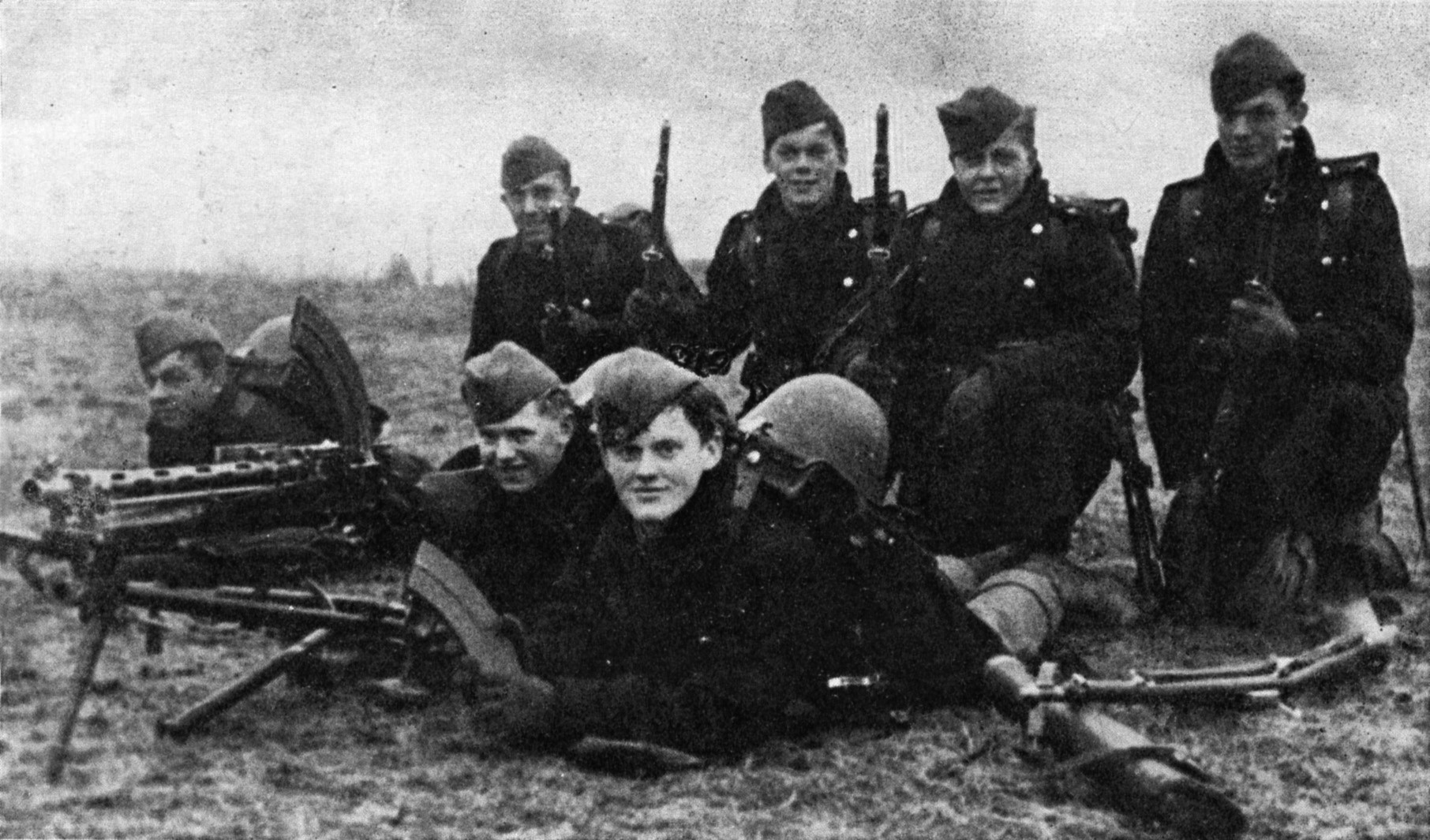
Tropas danesas en Bredevad, 10 km al norte de la frontera, la mañana de la invasión nazi. Dos de estos soldados murieron en combate

Unos meses antes de la invasión, Alemania había considerado ocupar sólo el extremo norte de Jutlandia con el aeródromo de Aalborg, pero pronto se consideró que Jutlandia en su conjunto tenía una gran importancia estratégica. Comenzaron los trabajos para extender el Muro atlántico a lo largo de toda la costa occidental de la península. Su cometido era resistir un posible ataque aliado contra Alemania mediante un desembarco en la costa occidental de Jutlandia. La fortaleza de Hanstholm, en el promontorio noroccidental de Jutlandia, se convirtió en la mayor fortificación del norte de Europa. Los aldeanos locales fueron evacuados a Hirtshals. Las zonas costeras de Jutlandia fueron declaradas zona militar donde los ciudadanos daneses debían llevar documentos de identidad y el acceso estaba regulado.

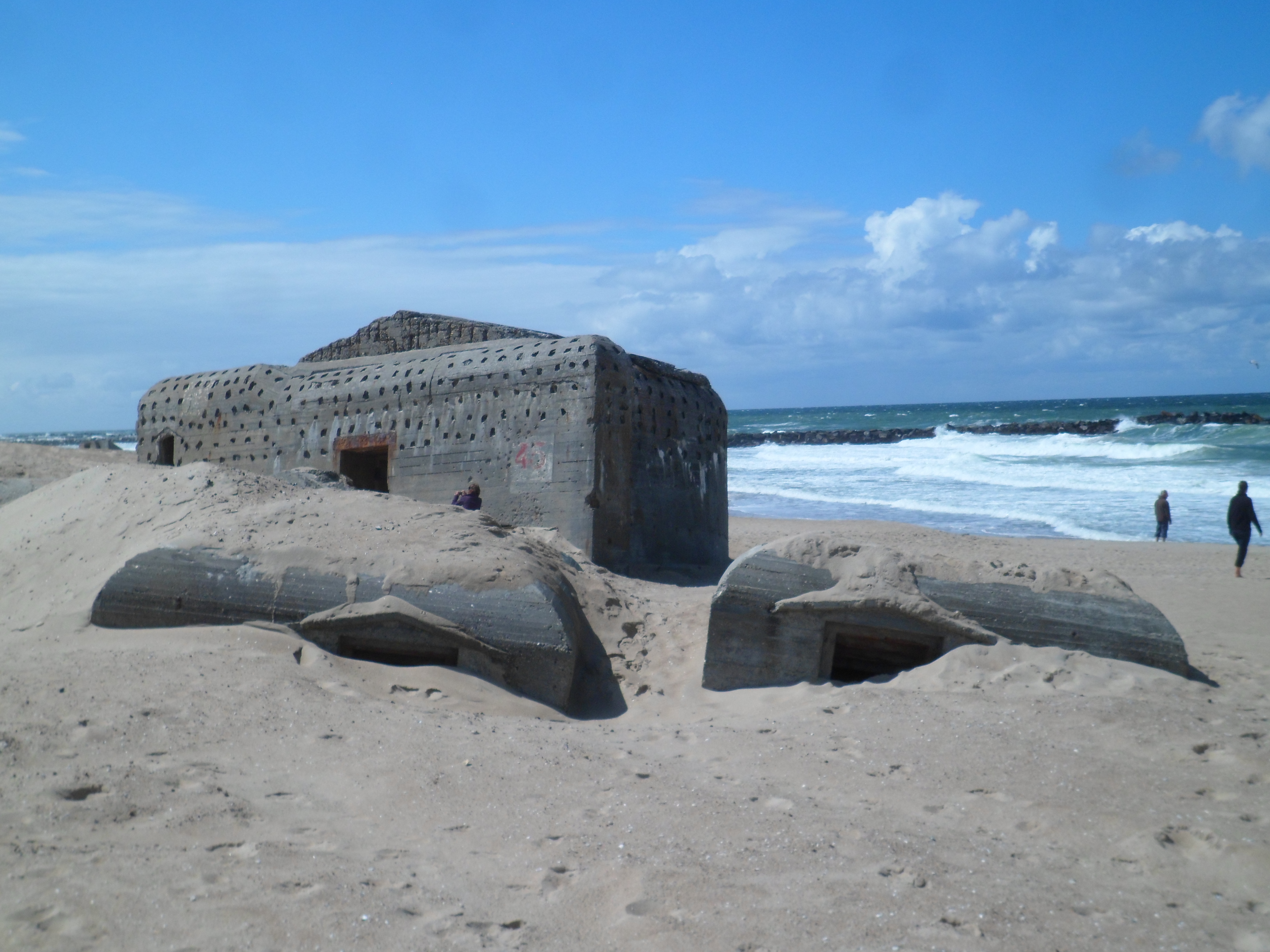
Restos de búnkeres de la Segunda Guerra Mundial en Thyborøn. Quedan fortificaciones alemanas a lo largo de toda la costa oeste de Jutlandia

El pequeño aeródromo danés de Aalborg fue tomado como uno de los primeros objetos de la invasión por los paracaidistas alemanes. Los alemanes ampliaron considerablemente el aeródromo para asegurar su tráfico hacia Noruega, y se construyeron más aeródromos. Se contrataron contratistas daneses y entre 50 000 y 100 000 trabajadores para llevar a cabo los proyectos alemanes. La alternativa para los trabajadores era quedarse en paro o ser enviados a trabajar a Alemania. Se calcula que las fortificaciones fueron el mayor proyecto de construcción jamás realizado en Dinamarca, con un coste de entonces de 10 000 millones de coronas, o 300 000-400 000 millones de coronas danesas en la actualidad (45 000-60 000 millones de dólares o 40 000-54 000 millones de euros en 2019). El Banco Nacional Danés se vio obligado a cubrir la mayor parte del coste. Después de la guerra, los prisioneros de guerra alemanes que quedaban fueron reclutados para realizar una extensa  limpieza de minas de 1,4 millones de minas a lo largo de la costa.[cita requerida]
Muchos de los búnkeres costeros de la Segunda Guerra Mundial siguen presentes en la costa occidental. Varias de las fortificaciones de Dinamarca se han convertido en museos, como Tirpitz Museum en Blåvand, Bunkermuseum Hanstholm, y  Hirtshals Bunkermuseum.
En el sur de Jutlandia, parte de los minoría alemana se aliaron abiertamente con Alemania y se ofrecieron voluntarios para el servicio militar alemán. Aunque algunos daneses temieron inicialmente una revisión de la frontera, la fuerza de ocupación alemana no insistió en la cuestión. En una secuela judicial tras el final de la guerra, muchos miembros de la minoría alemana fueron condenados, y las autoridades danesas confiscaron las escuelas alemanas.[cita requerida] Hubo algunos casos de ataques de turbas danesas contra ciudadanos de mentalidad alemana.[cita requerida] En diciembre de 1945, la parte restante de la minoría alemana emitió una declaración de lealtad a Dinamarca y a la democracia, renunciando a cualquier demanda de revisión de fronteras.[cita requerida]

## Geografía

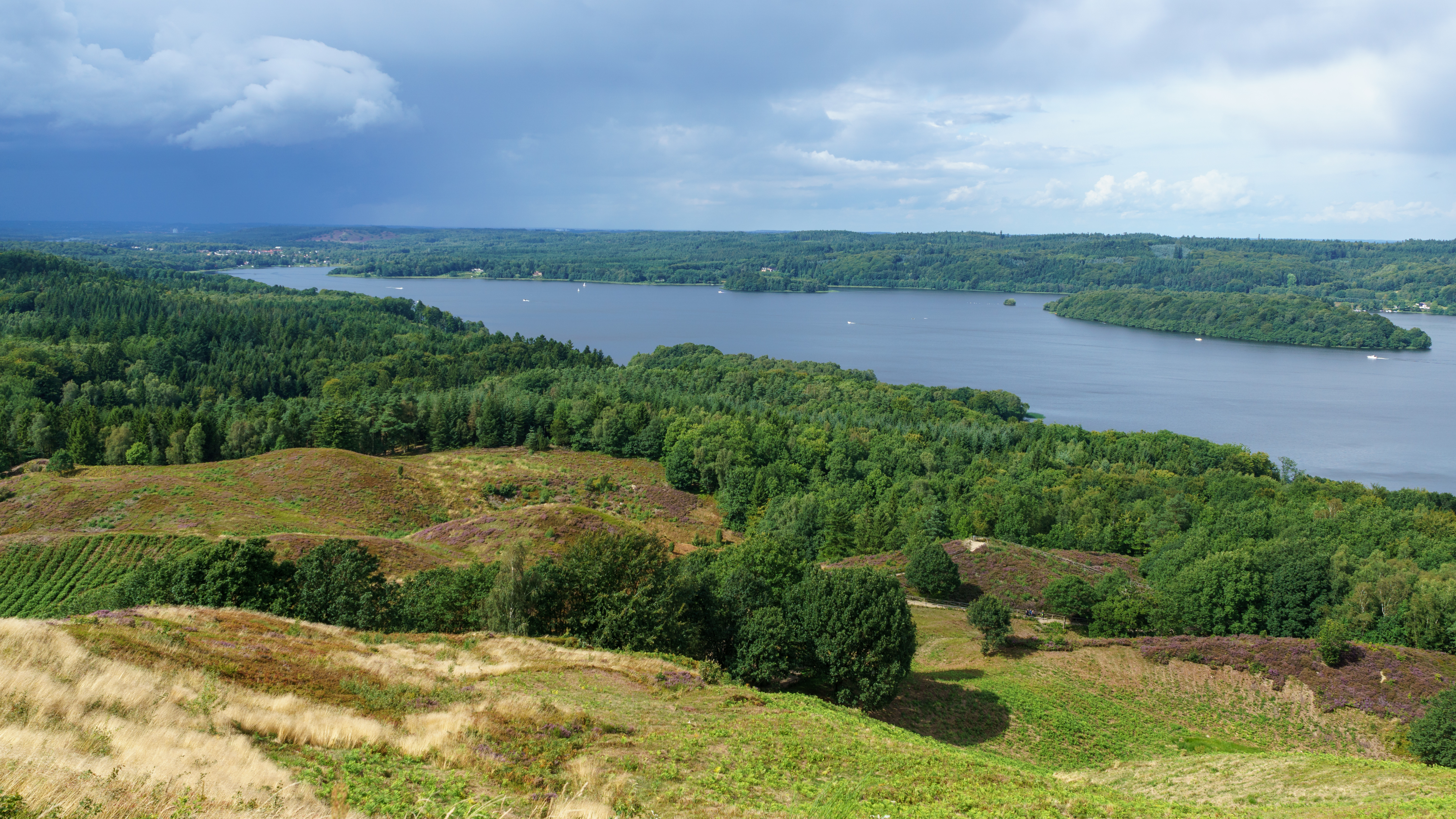
Bosque y lago en la península

Jutlandia es una península delimitada por el mar del Norte al oeste, el Skagerrak al norte, el Kattegat y el mar Báltico al este, y Alemania al sur. Geográfica e históricamente, Jutlandia comprende las regiones de Jutlandia Meridional (históricamente también Schleswig), Jutlandia Occidental, Jutlandia Oriental (incluyendo Djursland) y Jutlandia Septentrional (incluyendo Himmerland, Vendsyssel, Hanherred y Thy). Desde mediados del siglo XX, también es común designar una zona llamada Jutlandia Central (Midtjylland), pero su definición varía. Existen varias subdivisiones históricas y nombres regionales, y algunos se encuentran hoy en día. Entre ellos se encuentran Nørrejyllland (nombre histórico de toda la zona al norte de Jutlandia Meridional, y no idéntico a Nordjylland), Sydvestjylland, Sydjylland (el tramo más meridional de Nørrejylland, en contraposición al más meridional Sønderjylland), Nordvestjylland, Kronjylland, y otros. Políticamente, Jutlandia comprende actualmente las tres regiones administrativas danesas contemporáneas de Región de Jutlandia Septentrional, Región de Jutlandia Central y la Región de Dinamarca Meridional, junto con partes del estado alemán de Schleswig-Holstein.
El terreno es relativamente plano, con pequeños cerros y turberas, constituido por materiales sedimentarios de la era secundaria y depósitos del terciario que fueron cubiertos por los glaciares durante la era siguiente, dando lugar al actual paisaje de la península: una llanura suavemente ondulada e inclinada hacia el oeste.
Tiene una superficie de 29 775 km² y en el año 2004 la habitaban 2 491 852 personas.
La costa se articula por numerosos fiordos de origen glaciar. La zona oeste presenta un relieve más erosionado y se caracteriza por la abundancia de depósitos fluvioglaciares. La costa está delimitada por cordones de dunas y carece de puertos naturales. La península de Jutlandia es una de las pocas penínsulas orientadas hacia el norte. El clima es oceánico (0 °C de media en invierno y 16 °C en verano) y húmedo.
La parte más septentrional de Jutlandia está separada del continente por el Limfjord, una estrecha franja de agua que divide la península de costa a costa. Antiguamente, el Limfjord era una larga ensenada de agua salobre, pero la inundación de febrero de 1825 creó una conexión de costa a costa. Esta zona se denomina Vendsyssel-Thy, Vendsyssel-Thy (por sus distritos) o simplemente Jutlandia al norte del Limfjord; solo coincide parcialmente con la región de Jutlandia del Norte.
Las islas de Læsø, Anholt, y Samsø en Kattegat, y Als en el borde del Mar Báltico, están administrativa e históricamente vinculadas a Jutlandia, aunque las dos últimas también se consideran distritos tradicionales propios. Los habitantes de Als, conocidos como Alsinger, coincidirían en ser jutlandeses del sur, pero no necesariamente jutlandeses.[cita requerida]
Las  islas danesas del mar de Wadden y las Islas Frisias septentrionales se extienden a lo largo de la costa suroeste de Jutlandia, en la Bahía Alemana.

## Geología
Desde el punto de vista geológico, la región de Jutlandia Central y la región de Jutlandia del Norte, así como la región de la capital de Dinamarca, se encuentran en el norte de Dinamarca, que se está elevando debido al rebote postglacial.
Algunas depresiones circulares en Jutlandia pueden ser restos de pingos colapsados que se desarrollaron durante la Última Edad de Hielo.

## División política

Mapa político de Jutlandia

### Parte danesa
Está compuesta por las regiones de Jutlandia Septentrional (Nordjylland), Jutlandia Central (Midtjylland) y Dinamarca del Sur (Syddanmark). Por su extensión representa los dos tercios de la superficie de Dinamarca, pero alberga solo 2/5 partes de la población total (el resto se distribuye en las distintas islas de este país). Entre las ciudades de la Jutlandia danesa se encuentran Aarhus, Aalborg, Esbjerg, Frederikshavn, Randers, Kolding, Vejle y Horsens.

### Parte alemana
El tercio meridional de la península de Jutlandia se compone del estado federal alemán de Schleswig-Holstein. Este estado comprende dos partes: los antiguos ducados de Schleswig (feudo danés) y Holstein (feudo alemán), que han cambiado de dependencia entre los gobernantes daneses y alemanes varias veces. El último ajuste de la frontera danesa-alemana fue el de Schleswig en 1920 y dio lugar a la recuperación de Schleswig Septentrional por Dinamarca (en danés: Nordslesvig, más comúnmente denominado hoy en día: Sønderjylland). 
La frontera sur histórica de Jutlandia es el río Eider, que es la frontera entre los antiguos ducados de Schleswig y Holstein, así como la frontera histórica entre los reinos daneses y alemanes de c. 800 a 1864. Aunque la mayor parte de Schleswig-Holstein es parte geográficamente de la península de Jutlandia, la mayoría de los residentes alemanes no identificarían su territorio como parte de Jutlandia, sino más bien con el norte de Alemania y con Schleswig-Holstein y se consideran noralemanes (Norddeutscher) y habitantes de Schleswig-Holstein (Schleswig-Holsteiner). 
El código medieval de Jutlandia rigió Schleswig hasta 1900, cuando fue sustituido por el Código Civil de Prusia. Algunas cláusulas del Código de Jutlandia son todavía raramente aplicadas al norte del río Eider, pero no al sur, en territorio alemán. 
Entre las ciudades más pobladas de la parte alemana de la península de Jutlandia se encuentran Hamburgo, Kiel, Lübeck, Flensburg y Neumünster.

## Cultura
Hasta la industrialización del siglo XIX, la mayoría de los habitantes de Jutlandia llevaban una vida rural como agricultores y pescadores. La agricultura y la ganadería han formado una parte importante de la cultura desde finales de la Edad de Piedra neolítica, y la pesca desde que los humanos poblaron la península por primera vez tras la última Edad de Hielo, hace unos 12 000 años.

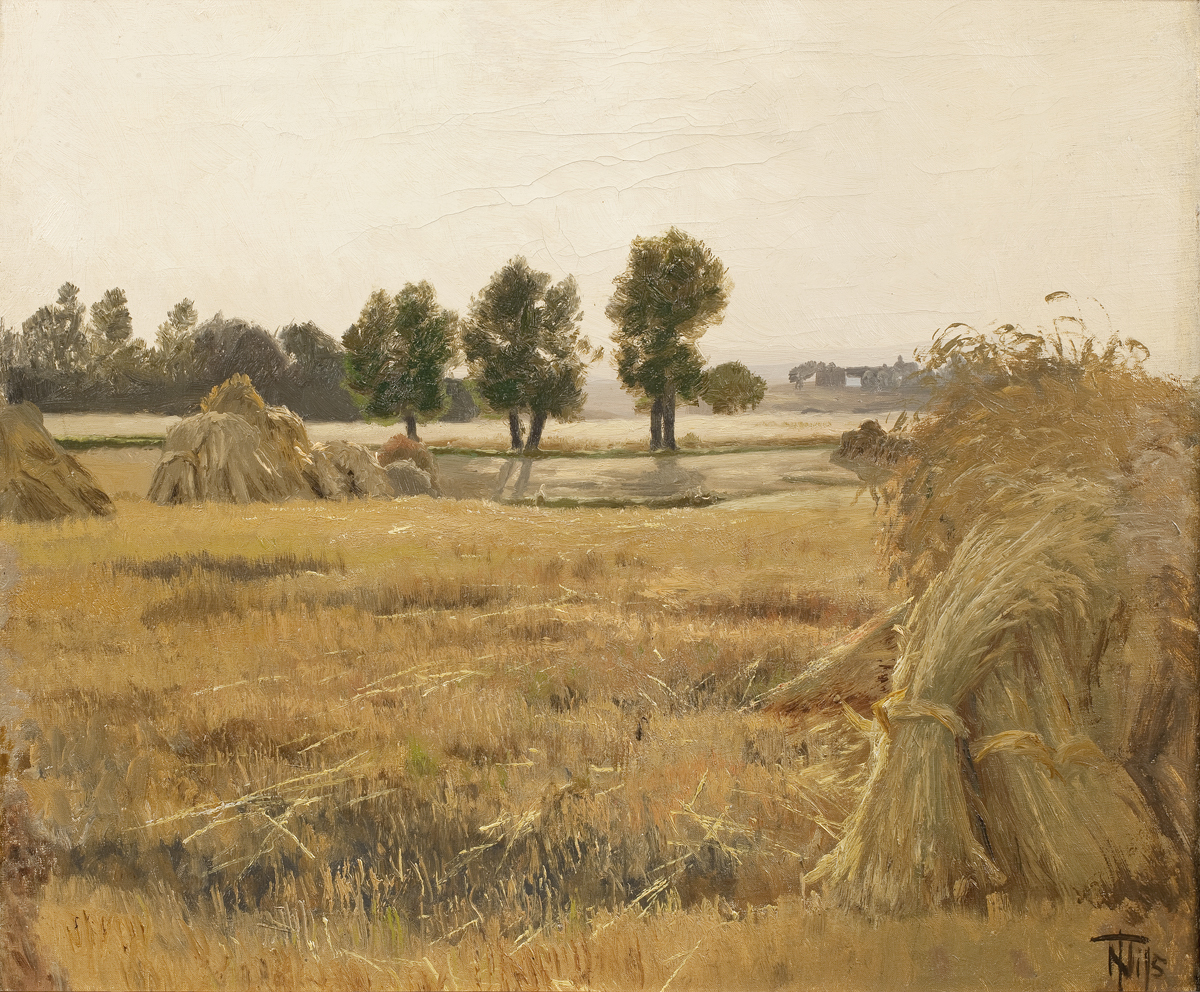
El arte relacionado con Jutlandia, en particular la pintura y la literatura, tuvo un gran auge durante la industrialización de la última mitad del y principios del. En la imagen, Mark med korntraver (c. 1857-1905), óleo sobre tela de Thorvald Niss, miembro del colectivo de pintores de Skagen.

La cultura local de la gente ordinaria de Jutlandia antes de la época industrial no se describía con mucho detalle en los textos contemporáneos. Por lo general, la élite cultural danesa de Copenhague la consideraba inculta, equivocada o inútil.
Mientras que el campesinado del este de Dinamarca estaba dominado por la clase alta feudal, manifestada en grandes latifundios propiedad de familias de noble cuna y una clase de campesinos arrendatarios cada vez más sometida, los agricultores de Jutlandia occidental eran en su mayoría propietarios libres de sus propias tierras o las arrendaban a la Corona, aunque en condiciones frugales.[cita requerida] La mayor parte de las tierras menos fértiles y escasamente pobladas de Jutlandia occidental nunca fueron feudalizadas.[cita requerida] La cresta norte-sur que forma la frontera entre las fértiles colinas orientales y las arenosas llanuras occidentales ha sido una importante frontera cultural hasta el día de hoy, que también se refleja en las diferencias entre el dialecto de Jutlandia Occidental y Oriental.[cita requerida]

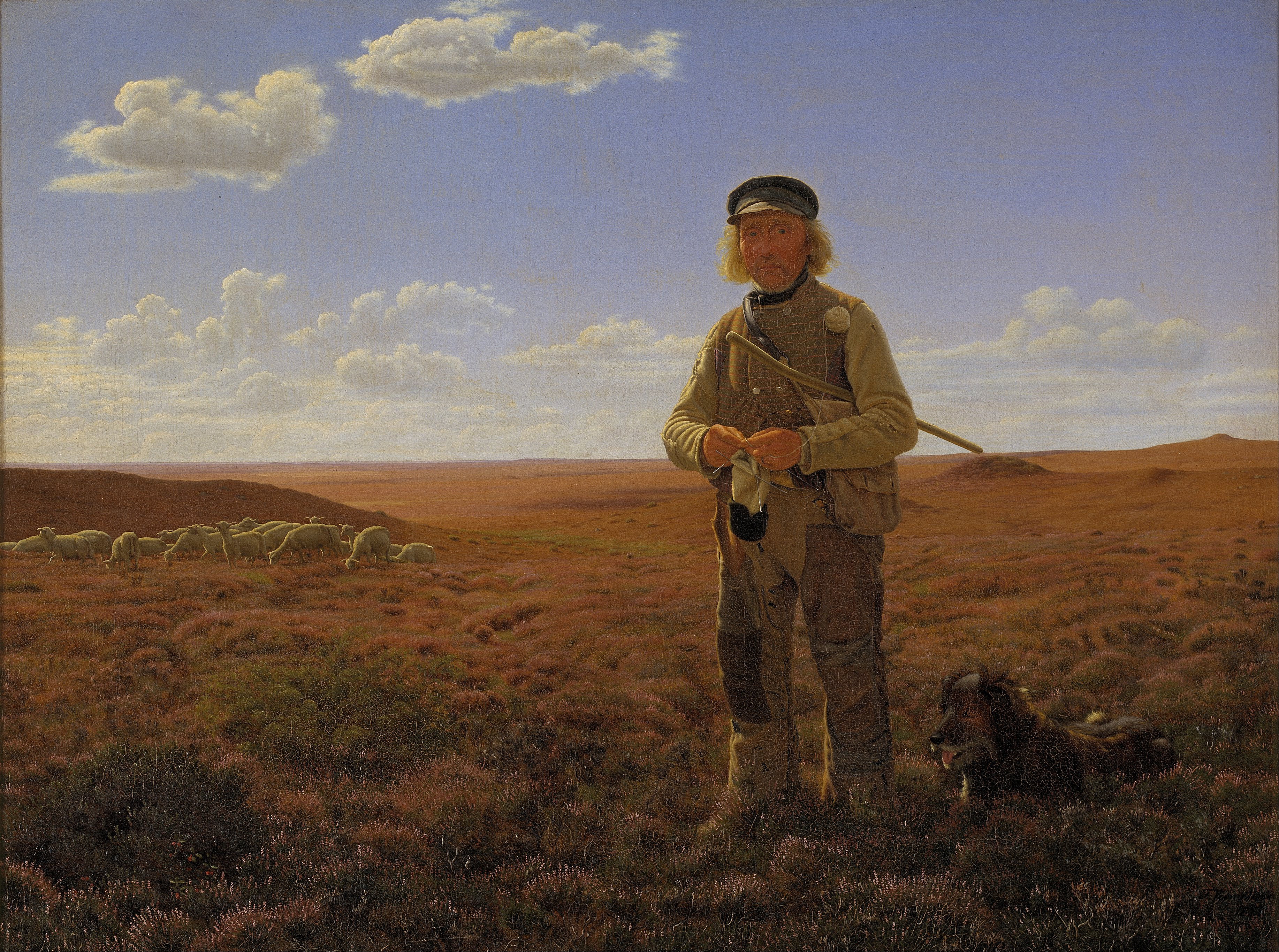
Hasta finales del, Jutlandia Occidental se caracterizaba por sus vastos páramos cubiertos de brezo, una pequeña población y una agricultura poco intensiva. (Frederik Vermehren: Un pastor jutish en los páramos, 1855)

Cuando comenzó la industrialización en el siglo XIX, el orden social se trastocó y con él cambió también el enfoque de la intelectualidad y la educación. Søren Kierkegaard (1818-1855) creció en Copenhague como hijo de un severo y religioso comerciante de lana de Jutlandia Occidental que se había abierto camino desde una infancia frugal. El muy urbano Kierkegaard visitó en 1840 sus sombrías tierras ancestrales, entonces una sociedad muy tradicional. Escritores como Steen Steensen Blicher (1782-1848) y Hans Christian Andersen (1805-1875) fueron de los primeros en encontrar auténtica inspiración en la cultura local de Jutlandia y presentarla con afecto y sin prejuicios. El propio Blicher era de origen jutlandés y, poco después de su obra pionera, muchos otros escritores le siguieron con cuentos y relatos ambientados en Jutlandia y escritos en el dialecto del lugar. A muchos de estos escritores se los conoce como el Movimiento de Jutlandia, conectado artísticamente por su compromiso con el realismo social público de la región de Jutlandia. Los pintores de la Edad de Oro también encontraron inspiración y motivos en la belleza natural de Jutlandia, como P. C. Skovgaard, Dankvart Dreyer y el colectivo artístico de los Pintores de Skagen. El escritor Evald Tang Kristensen (1843-1929) recopiló y publicó extensos relatos sobre el folclore rural local de Jutlandia a través de numerosas entrevistas y viajes por la península, incluyendo canciones, leyendas, refranes y vida cotidiana.
El Peter Skautrup Centret de la Universidad de Aarhus se dedica a recopilar y archivar información sobre la cultura y los dialectos de Jutlandia desde antes de la industrialización. El centro fue creado en 1932 por el profesor de lenguas nórdicas Peter Skautrup (1896-1982).

Partidos más fuertes en las elecciones generales danesas de 2015. Azul: Partido Liberal (centro-derecha), Amarillo: Partido Popular Danés (nacional populista), Rojo: Socialdemócratas, Naranja: Alianza Rojo-Verde

Con el sistema ferroviario, y más tarde con el automóvil y la comunicación de masas, la cultura de Jutlandia se ha fusionado con la cultura nacional danesa en general y la ha conformado, aunque en algunos casos siguen existiendo algunos rasgos locales únicos. A menudo se afirma que Jutlandia Occidental tiene una mentalidad de autosuficiencia, una ética del trabajo y un espíritu empresarial superiores, así como unos valores ligeramente más religiosos y socialmente conservadores, y existen otros patrones de voto que en el resto de Dinamarca.[cita requerida]